# Córdoba (Quindío)
Pour les articles homonymes, voir Córdoba.
Córdoba est une municipalité située dans le département du Quindío en Colombie. La ville compte 5 238 habitants.

## Histoire
La ville a été fondée par un groupe de colons le 1er novembre 1912, elle a été reconnue comme municipalité le 5 mars 1967.

## Géographie
La ville est située à 27 km de Armenia.

## Démographie
Selon les données récoltées par le DANE lors du recensement de la population colombienne en 2005, Córdoba compte une population de 5 238 habitants. En 2018, le DANE en recense 5 642.

## Liste des maires
- 2020 - 2023 : John Jairo Pacheco Rozo